# جو مكارثي (لاعب كرة قاعدة أمريكي)
جو مكارثي (بالإنجليزية: Joe McCarthy)‏ هو لاعب كرة قاعدة أمريكي، ولد في 21 أبريل 1887 في فيلادلفيا في الولايات المتحدة، وتوفي في 13 يناير 1978 في بوفالو في الولايات المتحدة.

## وصلات خارجية
- جو مكارثي (لاعب كرة قاعدة أمريكي) على موقعبيزبول رفرنس.كوم (الدوري الثانوي) (الإنجليزية)
- جو مكارثي (لاعب كرة قاعدة أمريكي) على موقع قاعة مشاهير كرة القاعدة (الإنجليزية)
- جو مكارثي (لاعب كرة قاعدة أمريكي) على موقع إن إن دي بي (الإنجليزية)